# Patagonik Film Group
Patagonik Film Group é uma produtora argentina, dedicada à realização de longas-metragens e serviços de produção cinematográfica. Parte do Grupo Clarín, a Patagonik Film Group também auxilia na produção de filmes internacionais que queiram filmar na Argentina.
A empresa também é conhecida por seu design de efeitos visuais, animação por computador, design de personagens e composição. Alguns de seus filmes de animação incluem: Patoruzito ("Pequeno Patoruzú"), Condor Crux, El Mercenario, El Ratón Pérez, El Arca e as três parcelas da série Dibu.

## História
A Patagonik Film Group foi fundada em 1996 por Pablo Bossi.
A Buena Vista International - América Latina (agora conhecida como Star Distribution), Telefonica e Clarin, com sede na Argentina, tornaram-se proprietários da Patagonik em 1997.
A empresa ficou a cargo da produção do filme Evita, de Alan Parker, e do videoclipe "Love Don't Live Here Anymore", de Madonna.
Em 1997, a Patagonik produziu Cenizas del paraíso, dirigido por Marcelo Piñeyro, sucesso de bilheteria e premiado como Melhor Longa-Metragem Estrangeira no Prêmio Goya.
No mesmo ano Dibu: la película foi lançado. O filme infantil, que mesclava animação e cenas reais, foi baseado em um famoso personagem da televisão e fez sucesso na Argentina.
Desde então, a Patagonik Film Group produziu mais de 30 longas-metragens, entre eles Nueve Reinas, de Fabián Bielinsky, que bateu recordes de audiência e conquistou importantes prêmios em todo o mundo.
Em abril de 2007, The Walt Disney Company Argentina e Artear possuíam uma grande participação na empresa e Pol-ka estava em processo de compra de uma participação majoritária na empresa.